# Turnhouse Hill
Turnhouse Hill är en kulle i Storbritannien.   Den ligger i kommunen Midlothian och riksdelen Skottland, i den centrala delen av landet, 500 km norr om huvudstaden London. Toppen på Turnhouse Hill är 500 meter över havet, eller 72 meter över den omgivande terrängen. Bredden vid basen är 0,94 km.
Terrängen runt Turnhouse Hill är kuperad åt nordväst, men åt sydost är den platt.Runt Turnhouse Hill är det tätbefolkat, med 286 invånare per kvadratkilometer. Närmaste större samhälle är Edinburgh, 11,9 km norr om Turnhouse Hill. Trakten runt Turnhouse Hill består i huvudsak av gräsmarker.